# Фрей, Николя
Николя Фрей (фр. Nicolas Frey; 6 марта 1984 года, Тонон-ле-Бен) — французский футболист, игравший на позиции защитника.

## Клубная карьера
Николя Фрей — воспитанник французского клуба «Канн», в котором он занимался футболом с 1994 года. Но сыграть за эту команду на профессиональном уровне ему так и не удалось. В 2004 году Фрей перебрался в Италию, став игроком команды Серии C2 «Леньяно», за которую он отыграл один сезон. Летом 2005 года Фрей перешёл в клуб Серии B «Модену». 24 сентября того же года он дебютировал во второй по значимости лиге Италии, выйдя на замену во втором тайме домашнего поединка против «Пескары».
Летом 2008 года Фрей стал игроком клуба Серии А «Кьево Верона». 5 октября 2008 года он дебютировал на высшем уровне, появившись в стартовом составе в домашней игре с «Фиорентиной».